# Gjin Bua Shpata

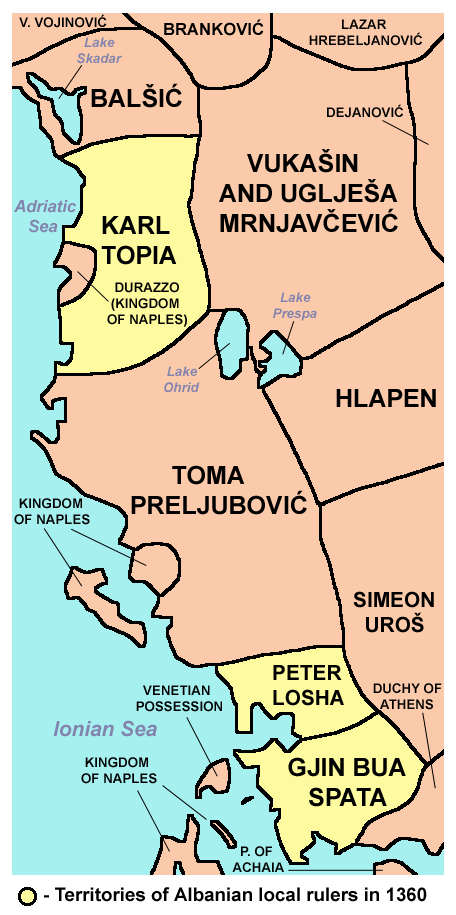
Die Teilfürstentümer der albanischen Magnaten im zerfallenden serbischen Reich, um 1360

Gjin Bua Shpata (auch Ghin Bua Spata; serbisch-kyrillisch Ђин Буа Спата; mittelgriechisch Γκίνης Μπούϊας Σπάτας oder Ιωάννης Μπούας Σπάθας; † 29. Oktober 1399) war ein albanischer Fürst.

## Leben
Gjin war ein Angehöriger der albanischen Adelsfamilie der Bue Shpata, deren Existenz seit 1304 bezeugt ist. Sie gelangten unter der Regierung des serbischen Zaren Stefan Dušan (1345–1355) zu größerer Macht und Ansehen. Gjins Großvater Nikola Bua Shpata war von 1345 bis 1349 Protobestarios am Kaiserhof in Skopje. Sein Vater Peter Bua wird 1354 als Herr von Delvino und Angelokastro im Despotat Epirus bezeichnet, sein Bruder Sguros Shpata war Herr von Naupaktos (Lepanto).
1356 eroberte Gjin Bua Shpata die Festung Argyrokastro vom Despoten von Ioannina, Nikephoros II. Dukas, der nach dem Tode Stefan Dušans aus dem byzantinischen Exil nach Epirus zurückgekehrt war. Als daraufhin Truppen des serbischen Prätendenten Simeon Uroš Palaiologos von Thessalien her anrückten, verbündete sich Bua Shpata mit Leonardo I. Tocco, Pfalzgraf von Kefalonia und Herzog von Leukada.
Im Frühjahr/Sommer 1359 besiegte eine Koalition rebellierender albanischer Stammesführer, darunter auch Bua Shpata, Nikephoros II. in der Schlacht am Acheloos. Das verbliebene Gebiet des Despotats Epirus wurde aufgeteilt: Während Zar Simeon Uroš seinen Schwiegersohn Thomas Preljubović als Gouverneur von Ioannina einsetzte, musste er Bua Shpata die Herrschaft über Ätolien-Akarnanien mit den Hauptfestungen Angelokastro und Acheloos überlassen; nördlich angrenzend herrschte Peter Losha über Arta und Rogoi. Die beiden albanischen Magnaten erkannten die Suzeränität des thessalischen Nemanjidenkaisers an, der ihnen im Gegenzug 1359 oder wenig später die Despotenwürde zugestand, womit die Legitimität ihrer Herrschaft aufgewertet wurde.
Nach Loshas Tod 1374 brachte Bua Shpata auch Arta unter seine Kontrolle. Sein Herrschaftsgebiet erstreckte sich nun vom Golf von Korinth bis zum Acheron. Der Konflikt mit Thomas Preljubović wurde nach einer erfolglosen Belagerung Ioanninas diplomatisch gelöst, indem Bua Shpata sich mit dessen Schwester Helena verlobte. 1376/77 annektierte er den Hafen Naupaktos.
Im April 1378 fielen die Johanniter unter dem Großmeister Juan Fernández de Heredia in das Despotat Arta ein und eroberten Naupaktos und Vonitsa. Shpata konnte Fernandez gefangen nehmen und Naupaktos bis 1380 wieder in seinen Besitz bringen. Im selben Jahr wehrten die Albaner und Wlachen am oberen Kalamas einen Angriff Preljubovićs ab, der von osmanischen Truppen aus Thessalien unterstützt wurde.
Der plötzliche Tod Preljubovićs im Dezember 1384 veranlasste Bua Shpata zu einem erneuten Angriff auf Ioannina; er scheiterte jedoch an den von Esau de’ Buondelmonti getroffenen Verteidigungsvorkehrungen. Der anschließende Friede war nur von kurzer Dauer; nach der Schlacht auf dem Amselfeld (1389) nutzte Bua Shpata die Abwesenheit der osmanischen Militärmacht für einen abermaligen Plünderungszug in das Umland von Ioannina. Beigelegt wurde die Konfrontation mit Esau de' Buondelmonti erst 1396, als dieser Bua Shpatas Tochter Irene heiratete; eine weitere, namentlich nicht bekannte Tochter Shpatas wurde die Ehefrau des Sebastokrators Gjin Zenevisi, Herr von Delvino.
Gjin Bua Shpata starb am 29. Oktober 1399. Seine Nachfolge als Fürst von Arta trat sein Verwandter Muriq Shpata an.